# Baculifera micromera
Baculifera micromera är en lavart som först beskrevs av Vain., och fick sitt nu gällande namn av Marbach 2000. Baculifera micromera ingår i släktet Baculifera och familjen Caliciaceae.   Inga underarter finns listade i Catalogue of Life.